# EEV 1–10
Die EEV 1–10 waren Personenzug-Schlepptenderlokomotiven der Ersten Siebenbürgener Eisenbahn (Első Erdélyi Vasút, EEV).
Die EEV bestellte 1868 zehn Personenzuglokomotiven bei Maffei in München. Die Maschinen hatten Innenrahmen und innen liegende Steuerung.
Im Zuge der 1884 erfolgten Verstaatlichung erhielten sie bei den Ungarischen Staatsbahnen (MÁV) zunächst die Nummern 231–240, ab 1891 im zweiten Bezeichnungsschema die Kategorie IIh mit den Nummern 1201–1210.
Ab 1911 wurden sie als 257,001–008 geführt. Die Lokomotiven wurden zwischen 1911 und 1913 ausgemustert.